# 北小河
40°00′07″N 116°27′02″E / 40.00197°N 116.45060°E

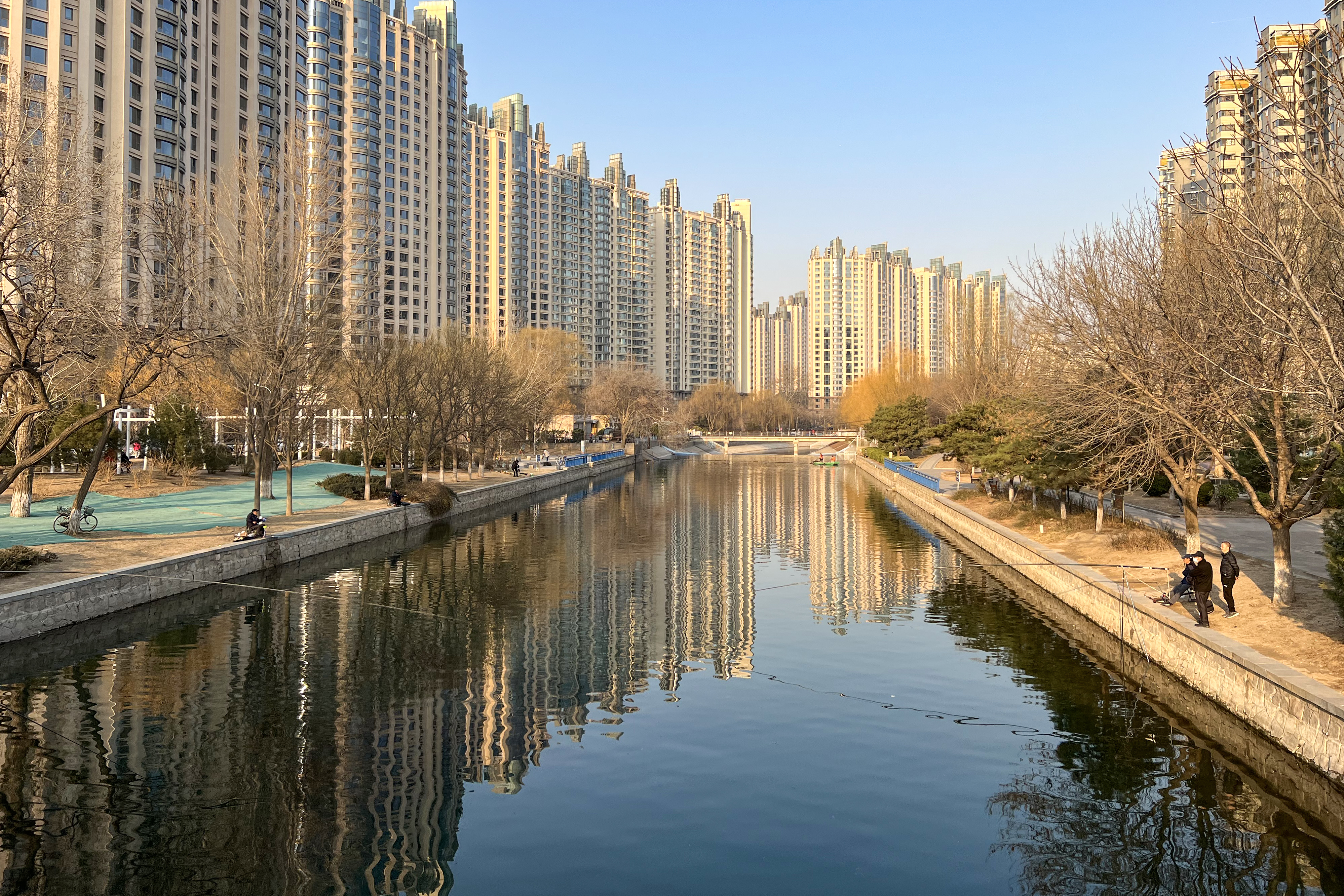
北小河望京西路段

北小河是北京地区东北郊的一条河流，为坝河的支流。
发源自朝阳区安定门外的小关，向东流经朝阳区北部，在三岔河村西汇入坝河。全长16.6公里，流域面积66平方公里。
原为季节性河流。80年代引入清河河水，并建蓄水闸7座。